# Crevin
Crevin (bis 2005: Crévin; bretonisch: Kreven; Gallo: Créven) ist eine französische Gemeinde mit 2.790 Einwohnern (Stand: 1. Januar 2022) im Département Ille-et-Vilaine in der Region Bretagne. Crevin gehört zum Arrondissement Redon und ist Teil des Kantons Bain-de-Bretagne. Die Einwohner werden Crevinois genannt.

## Geografie
Crevin liegt etwa 25 Kilometer südlich von Rennes. Umgeben wird Crevin von den Nachbargemeinden Chanteloup im Norden und Nordosten, Le Petit-Fougeray im Osten, Pancé im Süden und Südosten, Poligné im Süden und Südwesten, Bourg-des-Comptes im Westen und Südwesten sowie Laillé im Nordwesten.
Durch die Gemeinde führt die Route nationale 137.

## Bevölkerung
| Jahr      | 1962 | 1968 | 1975 | 1982 | 1990  | 1999  | 2006  | 2017  |
| --------- | ---- | ---- | ---- | ---- | ----- | ----- | ----- | ----- |
| Einwohner | 360  | 346  | 456  | 797  | 1.247 | 1.723 | 2.342 | 2.828 |

## Sehenswürdigkeiten

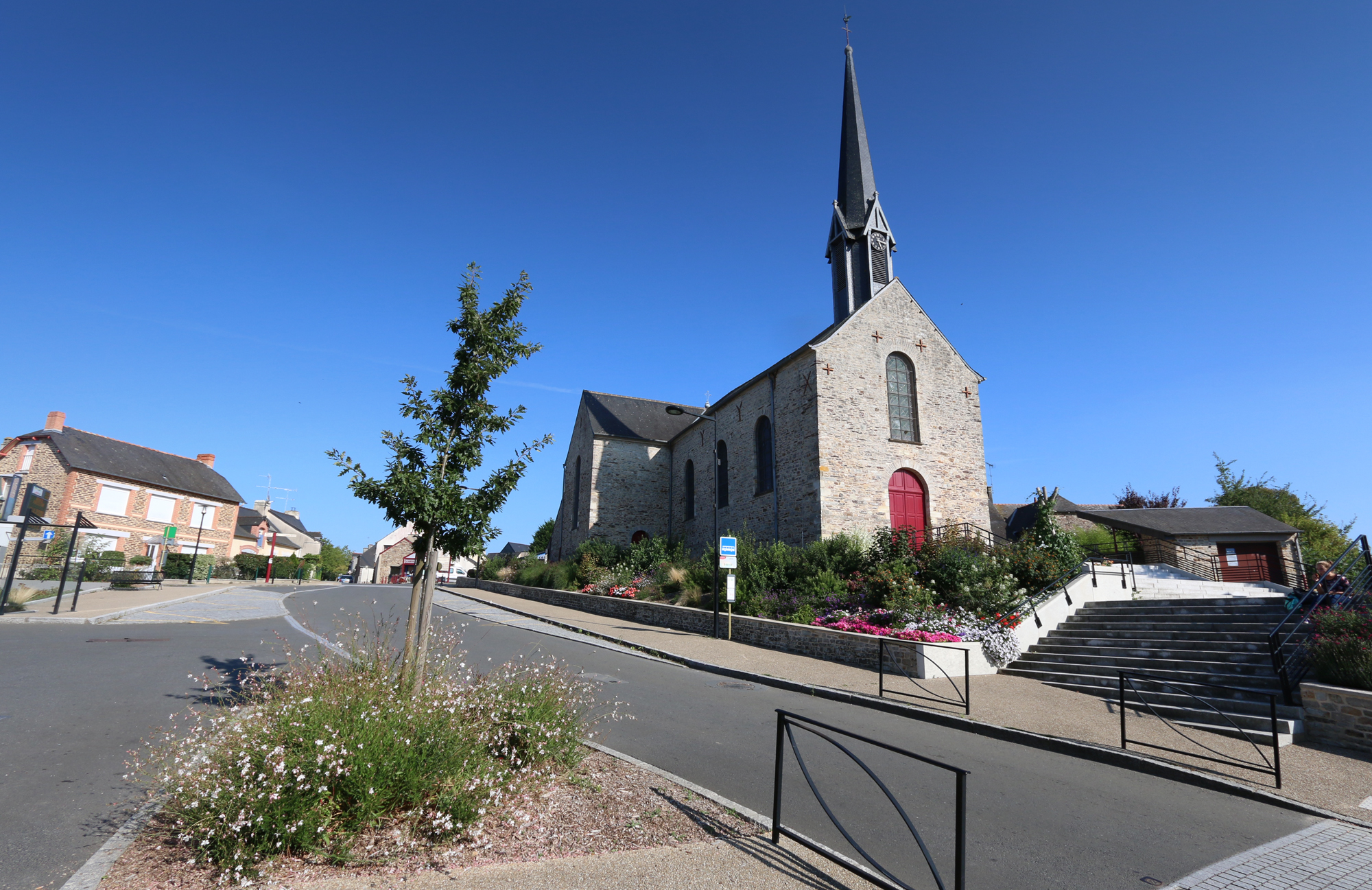
Kirche Notre-Dame-de-l'Assomption

- Kirche Notre-Dame-de-l'Assomption
- Alte Windmühle
- Motte